# InterPro
InterPro es una plataforma con acceso a base de datos de familias, dominios y sitios funcionales de proteínas en donde las características identificables encontradas en proteínas conocidas pueden ser aplicadas a nuevas secuencias de proteínas. 
Fue creada en 1999 tras la formación del InterPro Consortium entre el grupo de Swiss-Prot en el Instituto Europeo de Bioinformática y el Instituto Suizo de Bioinformática y los miembros fundadores de las bases de datos Pfam, PRINTS, PROSITE y ProDom. Actualmente integra información de las bases de datos PROSITE, Pfam, PRINTS, ProDom, SMART, TIGRFAMs, PIRSF, SUPERFAMILY, GENE3D y PANTHER.
La base de datos está disponible para búsquedas por texto y basadas en secuencia a través de un servicio web, y para descargas por FTP anónimo. Incluye varios formatos de salida como tablas de texto, documentos XML y gráficos para facilitar el análisis de sus resultados. Al igual que las otras bases de datos del Instituto Europeo de Bioinformática, se encuentra en dominio público.